# デビッド・C・ジューイット

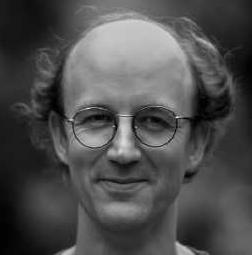
David Jewitt

デビッド・C・ジューイット（David C. Jewitt、1958年 - ）は、イギリス生まれでハワイ大学の天文台で木星の多くの衛星や太陽系外縁天体の最初の発見者である。現在、カリフォルニア大学ロサンゼルス校教授。

## 経歴
イングランドで生まれ、ロンドン大学を卒業した後、カリフォルニア工科大学で博士号を得た。1988年ハワイ大学に移った。太陽系外縁天体、太陽系の生成、彗星の物理的性質などを研究した。1992年ジェーン・ルーとともに冥王星以来の太陽系外縁天体(15760) アルビオンを発見した。その他に多くの木星の衛星をスコット・S・シェパードと発見した。テルクシノエなどが含まれる。2021年現在発見した51個の小惑星が番号登録されている。
小惑星(6434)ジューイットはジューイットの功績を記念して命名された。

## 受賞歴
- 2012年 ショウ賞天文学部門、カヴリ賞宇宙物理学部門